# Писеральско-Андреевский тип памятников
Писеральско-Андреевский тип памятников — курганные могильники начала I тыс. н. э., объединённые в группу археологических памятников. В Марий Эл исследованы курганы у деревень Климкино и Писералы Горномарийского района. Аналогичные могильники известны на территории Мордовии: Андреевский и Староардатовский курганы, Отдельные находки, характерные для Писеральско-Андреевского типа памятников, имеют происхождение с территории Чувашии, Пензенской и Рязанской областей.
Один из маркирующих признаков — сапожковидные подвески — получил широкое распространение в Пьяноборской культуре Прикамья. В последнее время некоторые исследователи выделяют Писеральско-Андреевский тип памятников в Андреевскую культуру (В. И. Вихляев).